# Microsoft Macro Assembler
Der Microsoft Macro Assembler (abgekürzt MASM) ist ein von Microsoft entwickelter Assembler für x86-Prozessoren. Er übersetzt Assemblerquelltext in ausführbaren, nativen Maschinencode.
Der Microsoft Macro Assembler entwickelte sich zeitweise zum meistbenutzten Assembler für die Entwicklung von MS-DOS-Programmen. Heutzutage ist MASM der bevorzugte Assembler für alle von Microsoft stammenden Betriebssysteme. Er ist in aktuellen Versionen in der integrierten Entwicklungsumgebung (IDE) Microsoft Visual Studio enthalten. Früher wurde er als eigenständiges Softwarepaket vertrieben. Die kostenlosen Versionen von MASM (aus Visual Studio Community; früher Express) dürfen nicht für kommerzielle Zwecke verwendet werden. Zudem darf man sie nur zur Entwicklung von Software für Microsoft-Betriebssysteme verwenden – alle anderen Betriebssysteme sind ausdrücklich durch die EULA (End-User License Agreement) ausgeschlossen.
Als kommerzieller Konkurrent zum Microsoft Macro Assembler behauptete sich besonders der Turbo Assembler von Borland. Als kostenlose und freie Alternativen sind beispielsweise die beiden MASM kompatiblen Programme JWasm und UASM verfügbar.
Außerdem gibt es noch den Netwide Assembler und Flat assembler mit eigner Syntax.
In der aktuellen Version 14.0 werden folgende Befehlssätze unterstützt: x86-Architektur, x87-fpu, MMX, 3DNow, SSE, SSE2, SSE3, SSSE3, SSE4.1, SSE4.2, SSE4.A, VMX, AVX, AVX2, AES-NI, CVT16, FMA3 und FMA4. Ab der Version 8.0 gibt es zwei Ausgaben unter derselben Versionsnummer, eine für die x86-32-Architektur und eine für die x86-64-Architektur.
Durch Microsofts Freigabe und Veröffentlichung des Quellcodes von MS-DOS 4.0 am 25. April 2024 ist MASM 5.10 mitsamt dem Microsoft-C-Compiler (Version 5.10), dessen Linker LINK.EXE (Version 3.65) und Build-Management-Tool NMAKE.EXE (Version 1.00.05), sowie der dazugehörigen C-Bibliothek als Binärcode öffentlich auf GitHub verfügbar.

## Ausdrücke ähnlich den Hochsprachen
MASM verfügt über Ausdrücke, wie man sie aus C kennt. Diese erleichtern die Programmierung und helfen, den Quelltext übersichtlicher zu halten.
- .while / .endw
- .repeat / .until
- .break .continue
- .if .elseif .else .endif
- invoke (Funktionsaufruf)

## Macros
Eine besonders hervorstechende Eigenschaft von MASM ist, wie der Name schon erahnen lässt, das äußerst mächtige Makrosystem. Mit ihm ist es sowohl möglich, Programmcode zu erstellen als auch Text zu verarbeiten. So ist es z. B. möglich, Konstrukte höherer Programmiersprachen wie die Switch-Anweisung (mehrfache Verzweigung) zu generieren.

## Versionen
Der IBM Macro Assembler und der IBM Macro Assembler/2 waren OEM-Versionen des MASM.
Obwohl MASM kein kommerzielles Produkt mehr ist, wird es von Microsoft weiterhin unterstützt. Die letzte MASM-Version, die als einzelnes Softwarepaket verkauft wurde, war die Version 6.11.
| MASM Version | Datum      | Produkt                         | Bemerkungen                                                                                      |
| ------------ | ---------- | ------------------------------- | ------------------------------------------------------------------------------------------------ |
| 1.0          | 1981       | (IBM)                           | für 8086                                                                                         |
| 2.0          | 1984       | (Einzelprodukt)                 | für 8086/8087                                                                                    |
| 3.0          | 1984       | (Einzelprodukt)                 |                                                                                                  |
| 4.0          | 1985       | (Einzelprodukt)                 |                                                                                                  |
| 5.0          | 1987       | (Einzelprodukt)                 |                                                                                                  |
| 5.1          | 1988       | (Einzelprodukt)                 | OS/2-Unterstützung                                                                               |
| 6.0          | 1991       | (Einzelprodukt)                 | 32-Bit- und OS/2-Unterstützung, mit der integrierten Entwicklungsumgebung Programmer’s WorkBench |
| 6.1          | 1992       | (Einzelprodukt)                 |                                                                                                  |
| 6.11         | 1993       | (Einzelprodukt)                 |                                                                                                  |
| 6.11d        | 19.09.1995 | Windows 95 Driver Developer Kit | 6.11d ist die letzte Version für DOS                                                             |
| 6.12         | 27.08.1997 | (Update)                        | Unterstützung für Intel MMX-Instruktionen; ohne DOS-Extender                                     |
| 6.13         | 05.12.1997 | (Update)                        | Unterstützung für AMD 3DNow-Instruktionen                                                        |
| 6.14         | 12.04.1999 | (Update)                        | Unterstützung für SSE                                                                            |
| 6.15         | 2000       | Visual C++ 6.0 Processor Pack   | Unterstützung für SSE2                                                                           |
| 7.0          | 2002       | Visual C++ .NET 2002            |                                                                                                  |
| 7.1          | 2003       | Visual C++ .NET 2003            |                                                                                                  |
| 8.0          | 2005       | Visual C++ 2005                 | ab 8.0 zwei getrennte Versionen: x86-32 (ml.exe) und x86-64 (ml64.exe), SSE3/SSSE3               |
| 9.0          | 2008       | Visual C++ 2008                 | SSE4.1/SSE4.2/SSE4.A                                                                             |
| 10.0         | 2010       | Visual C++ 2010                 | AVX/AES                                                                                          |
| 11.0         | 2011       | Visual C++ 2011                 | AVX2/FMA/half-precision conversion                                                               |
| 12.0         | 2013       | Visual C++ 2013                 |                                                                                                  |
| 14.0         | 2019       | Visual Studio 2019              |                                                                                                  |

## Beispielprogramme

### Beispiel 1
Dieses Hallo-Welt-Programm zeigt ein Dialogfenster mit dem Text "Hello World" an:
```
.686

.model
 
flat
,
stdcall

option
 
casemap
:
none

   
include
 
windows.inc
      
; MASM32 SDK

   
include
 
user32.inc
       
;

   
include
 
kernel32.inc
     
;

                            
;

   
includelib
 
user32.lib
    
;

   
includelib
 
kernel32.lib
  
;

StrA
 
macro
 
text
:
=<>
 
;macro

    
IFNDEF
 
some_cntr
                                
;

        
some_cntr
 
=
 
0
                               
;

    
ELSE
                                            
;

        
some_cntr
 
=
 
some_cntr
 
+
 
1
                   
;

    
ENDIF
                                           
;

                                                    
;

    
IFNB
 
<
text
>
                                     
;

        
.data
                                       
;

            
@
CatStr
(
_stra_
,
%some_cntr
)
 
db
 
text
,
0
    
;

        
.code
                                       
;

    
%
   
EXITM
 
<
OFFSET
 
@
CatStr
(
_stra_
,
%some_cntr
)
>
   
;

    
ELSE
                                            
;

        
echo
 
string
 
required
!
                       
;

        
EXITM
 
<>
                                    
;

    
ENDIF
                                           
;

endm

.code

start:

                                                                        
;code

    
invoke
 
MessageBox
,
NULL
,
StrA
(
"
Hello
 
World
"
),
StrA
(
"
Say
 
hello
"
),
MB_OK
  
;

    
invoke
 
ExitProcess
,
NULL
                                             
;

                                                                        
;

end
 
start

```

### Beispiel 2
Dieses Beispielprogramm zeigt ein Fenster mit dem Text "Hello World!":
```
include
 
masm32rt.inc
 
; MASM32 SDK

.data

    
ClassName
   
db
 
"
WinClass
"
,
0

    
AppName
     
db
 
"
Hello
 
World
 
App
"
,
0

    
Text
        
db
 
"
Hello
 
World
!
"
,
0

.data
?

    
msg
         
MSG
 
<>

    
wc
          
WNDCLASSEX
 
<>

.code

start:

    
mov
 
wc.hInstance
,
rv
(
GetModuleHandle
,
NULL
)
           
; fill WNDCLASSEX-struct

    
mov
 
wc.cbSize
,
SIZEOF
 
WNDCLASSEX
                     
;

    
mov
 
wc.style
,
CS_HREDRAW
 
or
 
CS_VREDRAW
               
;

    
mov
 
wc.lpfnWndProc
,
OFFSET
 
WndProc
                   
;

    
mov
 
wc.hbrBackground
,
rv
(
CreateSolidBrush
,
0
FFFFFFh
)
  
;

    
mov
 
wc.lpszClassName
,
OFFSET
 
ClassName
               
;

    
mov
 
wc.hIcon
,
rv
(
LoadIcon
,
NULL
,
IDI_APPLICATION
)
      
;

    
mov
 
wc.hIconSm
,
eax
                                  
;

    
mov
 
wc.hCursor
,
rv
(
LoadCursor
,
NULL
,
IDC_ARROW
)
        
;

    
invoke
 
RegisterClassEx
,
OFFSET
 
wc

    
invoke
 
CreateWindowEx
,
NULL
\
                       
; create window

                         
,
OFFSET
 
ClassName
\
           
;

                         
,
OFFSET
 
AppName
\
             
;

                         
,
WS_OVERLAPPEDWINDOW
\
        
;

                         
,
CW_USEDEFAULT
,
CW_USEDEFAULT
\
;

                         
,
CW_USEDEFAULT
,
CW_USEDEFAULT
\
;

                         
,
NULL
\
                       
;

                         
,
NULL
\
                       
;

                         
,
wc.hInstance
\
               
;

                         
,
NULL
                        
;

    
push
 
eax
                                            
; tricky parameter passing ;)

    
invoke
 
ShowWindow
,
DWORD
 
ptr
 
[
esp
+
4
],
SW_SHOWNORMAL
   
;

    
call
 
UpdateWindow
                                   
;

    
.while
 
TRUE
                               
; message loop

        
invoke
 
GetMessage
,
OFFSET
 
msg
,
NULL
,
0
,
0
 
;

        
.break
 
.if
 
(!
eax
)
                     
;

        
invoke
 
TranslateMessage
,
 
OFFSET
 
msg
   
;

        
invoke
 
DispatchMessage
,
 
OFFSET
 
msg
    
;

    
.endw
                                     
;

    
invoke
 
ExitProcess
,
0
                      
; exit Program

WndProc
 
proc
 
hWnd
:
DWORD
,
uMsg
:
DWORD
,
wParam
:
DWORD
,
lParam
:
DWORD
 
; window call-back function

LOCAL
 
ps
:
PAINTSTRUCT

LOCAL
 
rect
:
RECT

    
.if
 
uMsg
 
==
 
WM_DESTROY

        
invoke
 
PostQuitMessage
,
NULL

    
.elseif
 
uMsg
 
==
 
WM_PAINT

        
invoke
 
BeginPaint
,
hWnd
,
ADDR
 
ps
                           
; paint text "Hello World!"

        
invoke
 
GetClientRect
,
hWnd
,
ADDR
 
rect
                      
;

        
invoke
 
DrawText
,
ps.hdc
\
                                  
;

                       
,
OFFSET
 
Text
\
                             
;

                       
,
SIZEOF
 
Text
\
                             
;

                       
,
ADDR
 
rect
\
                               
;

                       
,
DT_CENTER
 
or
 
DT_VCENTER
 
or
 
DT_SINGLELINE
 
;

        
invoke
 
EndPaint
,
hWnd
,
ADDR
 
ps
                             
;

    
.else

        
invoke
 
DefWindowProc
,
hWnd
,
uMsg
,
wParam
,
lParam

        
ret

    
.endif

    
xor
 
eax
,
eax

    
ret

WndProc
 
endp

end
 
start

```

### Beispiel 3
Dieses Programm demonstriert einen Algorithmus zur Bestimmung von Zeichenkettenlängen unter Zuhilfenahme von SSE2-Instruktionen:
```
include
 
masm32rt.inc
 
; MASM32 SDK

.686p
 
; choose instruction set

.mmx
 
;

.xmm
 
;

szLenXmm
 
proto
 
:
DWORD

.data

    
szTextA
 
db
 
"
This
 
string
 
is
 
55
 
bytes
 
long
 
(
without
 
termination-zero
)
"
,
0

.code

start:

    
invoke
 
szLenXmm
,
OFFSET
 
szTextA
                                 
; call szLenXmm

    
invoke
 
MessageBox
,
0
,
OFFSET
 
szTextA
\

                       
,
cat$
(
chr$
(
"
string
 
size
 
=
 
"
),
udword$
(
eax
))
\
 
; generate title using macros

                       
,
MB_OK

    
invoke
 
ExitProcess
,
0
                                           
; exit program

    
szLenXmm
 
proc
 
lpString
:
DWORD
   
; determine string size

        
mov
 
edx
,
lpString
           
; using XMM-instrutions

        
pxor
 
xmm1
,
xmm1
             
;

        
xor
 
ecx
,
ecx
                
; PS: under extremely rarely

        
align
 
16
                   
; conditions this func. may

    
@@:
 
movdqu
 
xmm0
,
OWORD
 
ptr
 
[
edx
]
; cause an access violation

        
pcmpeqb
 
xmm0
,
xmm1
          
;

        
pmovmskb
 
eax
,
xmm0
          
;

        
test
 
eax
,
eax
               
;

        
lea
 
ecx
,[
ecx
+
16
]
           
;

        
lea
 
edx
,[
edx
+
16
]
           
;

        
jz
 
@
B
                      
;

    
@@:
 
lea
 
ecx
,[
ecx-16
]
           
;

        
bsf
 
eax
,
eax
                
;

        
.if
 
!
ZERO
?
                 
;

            
lea
 
ecx
,[
eax
+
ecx
]
      
;

        
.endif
                     
; str. size returns

        
mov
 
eax
,
ecx
                
; through EAX

        
ret
                        
;

    
szLenXmm
 
endp
                  
;

end
 
start

```